# Чемпионская игра НФЛ 1940
Чемпионская игра чемпионата НФЛ 1940 — матч по американскому футболу, получивший прозвище 73-0. Матч, между командами «Чикаго Беарз» и «Вашингтон Редскинз», прошел 8 декабря 1940 года. «Чикаго» набрали 28 очков за первую половину и ещё 45 за вторую, выиграв игру со счетом 73-0. По состоянию на 2021 год, больше не одна команда из четырёх главных лиг США (МЛБ, НХЛ, НФЛ и НБА) не выиграла матч в 73 или более очков.

## Судьи
- Судья: Уильям Фрисолл
- Ампайр: Гарри Робб
- Хэд лайнсмен: Ирв Купчиет
- Филд джадж: Фред Янг

НФЛ добавит ещё трех судьей в последующие года.

## Ход матча
Чикаго набрало 21 очко в первой четверти матча. Первый тачдаун был на 68 ярдов. Кикер «Вашингтона» промазал филд гол. После очередного тачдауна от «Чикаго», счёт к перерыву стал 28-0. «Чикаго» продолжил набирать очки во второй половине. Чтобы не возвращать мяч с трибун, судьи, понимая победителя матч, попросили «Чикаго» разыгрывать двухочковые попытки (которые стоили одно очко), на последних двух тачдаунах. Матч закончится со счетом 73-0. После игры, квотербек Вашингтона, на вопрос «Если бы вы сделали тачдаун на своём первом владении, развивалась бы игра по другому?» в шутку ответил: «Конечно! Финальный счет был бы 73-7».
CHI-Чикаго, WSH-Вашингтон, ЭП-Экстрапоинт
■ Первая четверть:
- CHI-68-ярдовый тачдаун+ЭП, Чикаго повёл 7-0
- CHI-1-ярдовый тачдаун+ЭП, Чикаго ведёт 14-0
- CHI-42-ярдовый тачдаун+ЭП, Чикаго ведёт 21-0

■ Вторая четверть:
- CHI-30-ярдовый тачдаун+ЭП, Чикаго ведёт 28-0

■ Третья четверть:
- CHI-Перехват в тачдаун на 15 ярдов+ЭП, Чикаго ведёт 35-0
- CHI-24-ярдовый тачдаун (экстрапоинт не забит), Чикаго ведёт 41-0
- CHI-Перехват в тачдаун на 35 ярдов+ЭП, Чикаго ведёт 48-0
- CHI-Перехват в тачдаун на 20 ярдов (экстрапоинт не забит), Чикаго ведёт 54-0

■ Четвёртая четверть:
- CHI-44-ярдовый тачдаун (экстрапоинт не забит), Чикаго ведёт 60-0
- CHI-2-ярдовый тачдаун+удачная двухочковая попытка, Чикаго ведёт 67-0
- CHI-1-ярдовый тачдаун+неудачная двухочковая попытка, Чикаго ведёт 73-0